# Nicolae Bulat
Nicolae Bulat (n. 10 februarie 1952, Cureșnița, raionul Soroca, RSS Moldovenească, URSS – d. 9 septembrie 2022, Iași, România) a fost un istoric moldovean, director al Muzeul de Istorie și Etnografie din Soroca (include și Cetatea Sorocii).

## Biografie

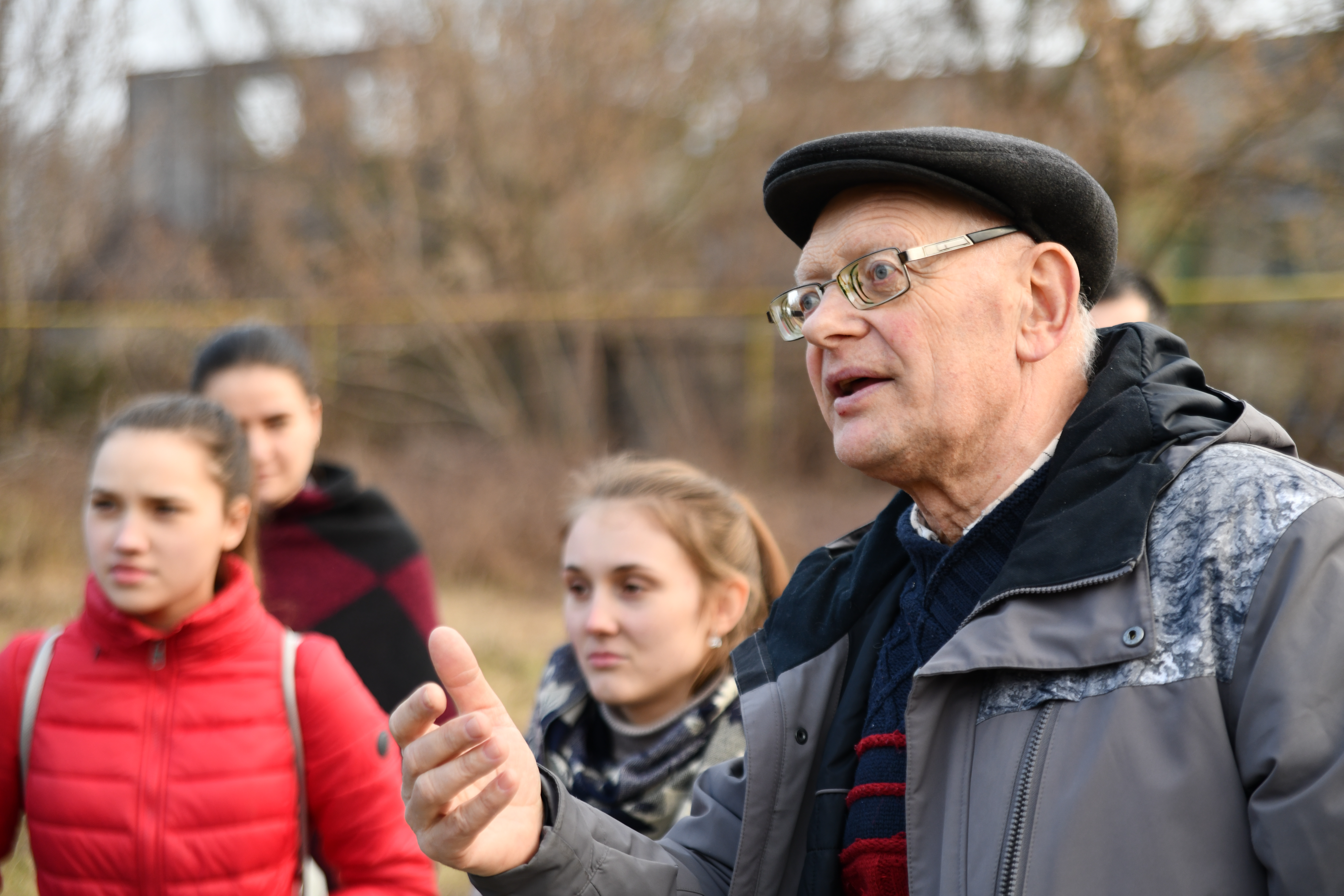
Bulat (dreapta) cu un grup de vizitatori la Cetatea Soroca

S-a născut la 10 februarie 1952 în satul Cureșnița, raionul Soroca. A absolvit școala secundară № 1 din Soroca, apoi a intrat la Universitatea de Stat din Chișinău la Facultatea de Limbi Străine, departamentul de limba și literatura engleză.
A fost supranumit „gardianul” Cetății Soroca, în care a activat de mai bine de 30 de ani. Era considerat unul dintre cei mai buni ghizi din Moldova.

## Premii
- Ordinul național „Steaua României”, 2000.[7]